# Кровь и слава
Кровь и слава (англ. Blood and glory, африкаанс Modder en Bloed) — южноафриканский художественный фильм снятый режиссёром Шоном Элсом в 2016 году.

## Сюжет
Действия фильма разворачиваются в период Второй англо-бурской войны.
Граждане двух южно-африканских республик
(Трансвааль и Оранжевая) объединились, чтобы противостоять британским захватчикам. Завоеватели стали прибегать к подлым методам ведения войны,  рассчитывая тем самым сломить волю простых крестьян. Британцы сожгли их фермы, отравили воду, а женщин и детей отправили в лагеря. Однако это лишь сплотило буров, и их отряды пополнились добровольцами из соседней колонии. Развязанная жестокая война разрушила привычную жизнь крестьян.
Виллем Моркель, оставив семью, отправился воевать с британцами. Когда мужчина узнал, что его родные были отправлены в лагерь, он решил во что бы то ни стало спасти их...

## В ролях
- Стиан Бам — Виллем Моркель
- Шарлотта Солт — Катерина Стерндейл
- Джош Майерс — капрал Эванс
- Андре Джейкобс — полковник Пэджет
- Деон Лотз — Маартенс
- Грек Крик — приват Эндрюс
- Грант Суэнби — полковник Суонел
- Ник Корнуолл — сержант Скирвинг
- Жандр ле Ру — Лонгтом ван Тондер
- Патрик Коннолли — Финн Келли
- Бок ван Блерк — комендант Гидеон Шиперс
- Дэвид Лоув — Джон Пиенар
- Элберт Мариц — Исак Науде
- Жак Бессенгер — Фил Бигнаут
- Густав Герденер — Эдди Мейнхардт
- Эдвин ван дер Уолт — Мариус Принслу
- Элтус Терт — Дэниел "Железный" Малерб
- Руди Халгрин — лейтенант Батлер
- Элберт Преториус — Гави Ментц
- Джако Мюллер — Джипи "Крыса" Нель
- Марно ван дер Мерве — Джейджей Рател Весселс
- Джонатан Холби — капитан Эдвардс
- Бенедикт Себастиан — Грейлинг
- Пол Снодграсс — приват Смит
- Мишель Ричард — губернатор Стерндейл
- де Клерк Оеловсе — Винанд Кронье
- Франсуа Корце — ле Гранде
- Эндрю Лопешер — приват Хендрик
- Клайд Бернинг — приват Докинз
- Ричард Райт-Ферт — приват Морган
- Йохан Бейрд — Элберт
- Барбара Мари Иммельман — Анна Моркель
- Ханле Барнард — Марике
- Мэттью Дилан Робертс — британский сержант
- Андре Джейкобс — полковник Дагет
- Нил Уйс — британский повар
- Вальдемар Шульц — бурский доктор
- Ллевелин Грефф — Петрус Спайс
- Родни Элс-старший — пленник
- Карла Элс — Елизавета Марлоу
- Мишель Максвелл — британская леди
- Росс Роули — приват Мактавиш
- Роуэн Студти — приват Дженикс
- Шон Хабиб — приват Паркер
- Баренд Крюгер — Уолтер
- Майк Хафф — британский доктор

## Съёмочная группа
- Режиссёр: Шон Элс.
- Продюсеры: Ллевелин Грефф, Хенк Преториус, Шон Элс, Шалк Виллем Бургер, Баренд Крюгер, Руди Халгрин, Жан дю Плесси, Майкл Коуэн.
- Сценарист: Шон Элс.
- Оператор: Адам Джошуа Бентель.
- Музыка: Куинн Люббе.
- Монтаж: Куинн Люббе.
- Художники: Маванде Декени, Пол Ределингхейс, Тейт ван Оудскорн, Меришен Вессельс.
- Дизайнер продукции: Батони Робинсон.
- Кинодекоратор: Меришен Вессельс.
- Дизайнер по костюмам: Дихантус Энтельбрехт.
- Звукооператоры: Мэтт Абрахам, Мэтью Джеймс, Дж.Дж.ле Ру, Джейм Лонг, Таня Лонг, Джим Петрак, Кристофер Пиггинс, Андреа Рош, Ник Стефенс, Элисон Стивенс, Ренье ван Никерк, Лоув Фервурд.
- Специалист по спецэффектам: Кевин Биттер.
- Специалист по визуальным эффектам: Сара Кван.
- Костюмы и гардероб:  Эммануэль Кубаласа, Чей О'Коннель, Кэти Шилдс, Эйми ван дер Мерве.
- Гримёры: Герлия Грюневальд,Клаудиа Хамман, Кейлин Николсон, Анжелик Тайт.
- Редакторы: Мэтт Абрахам, Уорик Аллан, Брент Бэкхус, Джарит Дютуа, Шерон Энслин.
- Ассистенты режиссёра: Нил Уйс, Лойисо Кононго, Николетт Лоу.
- Ассистенты оператора: Мэтт Абрахам, Липхумили-Лланга Годука, Алфеас Манака, Думисани Ндлази, Русти Рудвен, Мэни Ситхоул, Эммануэль Тлаканье.
- Супервайзер: Liezl Spies.
- Менеджеры проекта:  Шалк Виллем Бургер, Баренд Крюгер, Джеймс Саведж, Никки Луиза Смит, Элвин ван ден Хивер, Хайл Смит.
- Жюри кастинга: Руди Халгрин, Баренд Крюгер, Николетт Лоу.
- Транспортировка: Гэри Кэмерон, Шон Дойг, J.C.Hibbard.
- Прочие специалисты: Майк Саведж, Мартинус Гриссель, Жак Джей Лутс, Дэниел-Дункан Рид.

## Производство
В производстве фильма приняли участие кинокомпании Dark Matter Studios и Collective Dream Films. Фильм снимался в Западно-Капской провинции ЮАР
зимой 2015 года. Часть съёмок проводилась в Кейптауне и Вустере. Отдельные эпизоды были сняты на лодке у побережья залива Хаут-Бей.

## Распространение
Официальным дистрибьютером
по прокату фильма является компания Ster Kinekor.

## Награды
В 2017 на ежегодной церемонии  Южноафриканского кино и телевидения были удостоены премии «Золотой Рог»:
- Адам Джошуа Бентель — "за лучшее достижение в области кинематографии в художественном фильме"
- Джим Петрак — "за лучшее достижение в звуковом дизайне художественного фильма"